# 费尔南多·恩里克·卡多佐
费尔南多·恩里克·席尔瓦·卡多佐（葡萄牙語：Fernando Henrique Silva Cardoso，暱稱，1931年6月18日—），巴西社會學家與政治家，曾於1995年－2003年任巴西總統。

## 早年
卡多佐出生于里约热内卢，其妻为鲁斯·卡多佐（Ruth Cardoso），并有三个孩子。
卡多佐是一位傑出的社會學家，曾在聖保羅大學教授政治科學與社會學。另外他也曾於1982年至1986年任國際社會學協會的主席。現在他是普林斯顿高等研究院的成員，也是美國藝術與科學學院國際榮譽成員，當然也是多本書的作者。
卡多佐曾在德國明斯特大學擔任過社會學研究職務，同時也是法國社会科学高等学院和法蘭西公學的客座教授。他同樣也曾在美國一些學校教過書，比如史丹佛大學、柏克萊大學加州分校。

## 政治生涯
1964年－1968年在军政府时期因发表左倾观点而流亡智利和法国，1970年被军政府逮捕监禁。
费尔南多·恩里克·卡多佐于1983年当选为参议员，1987年连任，并曾先后任巴西民主运动圣保罗州副主席和主席、全国副主席和参议院党团领袖。卡多佐在1978年為了領導巴西民主運動，而被聖保羅市民選出來擔任參議員。1986年他為巴西民主運動黨參選新的參議員狀，其後退出民主運動黨。
1987年卡多佐建立巴西社會民主黨，並且在1992年10月擔任該黨參議員。其後因為不滿民主運動黨和盧拉領導的左派勞工黨，反對盧拉領導的左派主張國有化社會主義經濟政策，轉而與右翼的民主黨等結盟，形成中間偏右聯盟，社會民主黨則因支持新自由主義逐漸右傾，成為右翼政黨。
從1992年10月到1993年5月，他擔任伊塔馬爾·佛朗哥總統的外交部長，並且於1993年5月至1994年4月，擔任財政部長。
在擔任财政部长期间，1994年他实施调整经济结构的“雷亚尔”计划，該計畫後來大成功，成功地遏制住了当时超高的通貨膨脹，使其獲得參選總統的威望。

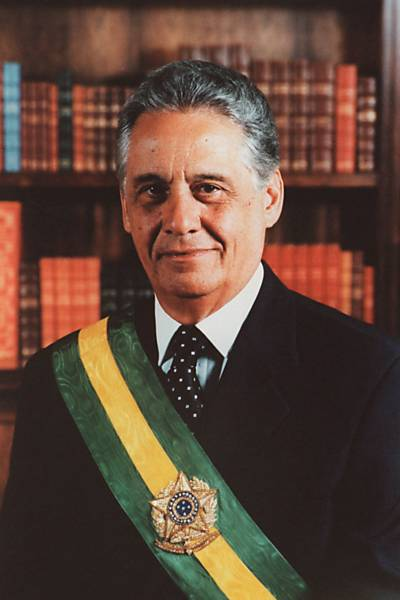
總統官方肖像

卡多佐在1994年的總統選舉中，代表右翼陣營的社會民主黨，成功擊敗左派勞工黨對手路易斯·伊纳西奥·卢拉·达席尔瓦。
他也被美国《新闻周刊》评为“1997年拉丁美洲人物”。雖然作為右派政治人物，卡多佐支持第三條道路和新自由主義，亦主張加強與第三世界的外交關係。
1998年總統選舉，代表中間偏右聯盟的卡多佐以53%的得票率，在首輪投票中擊敗強勁的左派對手路易斯·伊纳西奥·卢拉·达席尔瓦（僅獲得32%得票率）。其後他推動中間偏右的政黨聯盟，並改組社會民主黨，使社會民主黨更向右轉，並進一步推行親市場經濟的新自由主義政策。由於政黨屬性並不剛強，因此議員的舉動經常不與政府一致。也因此，卡多佐總統執政相當困難，縱使中間偏右聯盟在國會是多數，但他也不一定指揮其政黨的議員通過法案。但即使如此，卡多佐還是可以推動市場經濟改革計畫。
2002年總統選舉，卢拉又捲土重來（第四次競選），卡多佐所支持的候選人若瑟·賽哈得票率大不如前，也意味他的聲勢下墜。這次盧拉終於在第二輪投票中當選，成為首位左派總統。卡多索結束八年執政，這也結束右派多年的長期統治。

## 家庭生活
夫人露丝·科雷亚·莱特·卡多佐是一名社會学家。1998年2月获联合国粮农组织塞雷斯奖章，以表彰她在反贫困斗争中所作出的贡献。他们有一子两女。

## 軼事

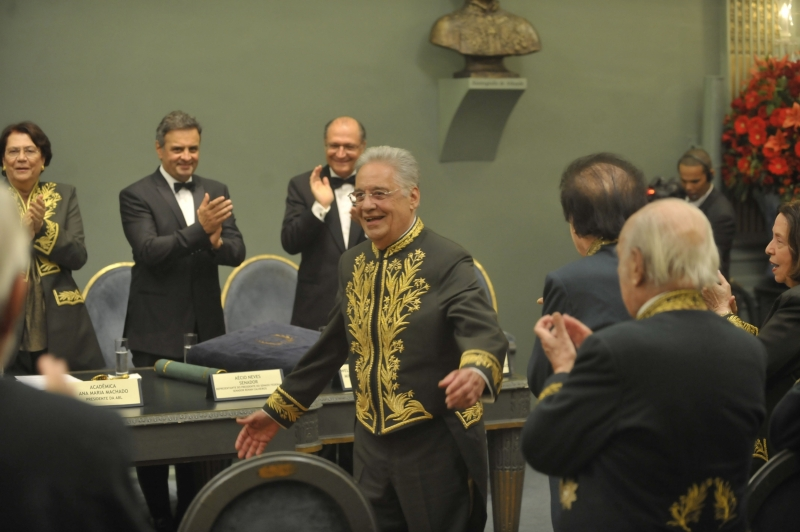
2013年，卡多佐成為巴西文學院院士

- 祖父與父親都是軍官，祖父曾參與1889年推翻帝制、建立共和國的革命。
- 他曾在1960年法國存在主義大師萨特訪巴西時，擔任翻譯。
- 他曾於1964年流亡智利、阿根廷等地。
- 1968年法國五月風暴，學運發生時，他人就在巴黎。
- 他也是南美洲探討與提出依賴理論的重要學者之一。
- 他於2012年獲得克魯格人文與社會科學終身成就獎。2013年當選巴西文學院院士。

## 延伸閱讀
早安財經出版社，2010年出版：《巴西，如斯壯麗-傳奇總統卡多索回憶錄》。網址： （页面存档备份，存于）
| 前任： 伊塔馬爾·佛朗哥 | 巴西总统 1995年－2003年 | 繼任： 卢拉·达·席尔瓦 |